# Guerra Patriótica Nacional
La Guerra Patriótica Nacional fue un fallido proyecto revolucionario llevado a cabo a finales de 1988 por el Frente Patriótico Manuel Rodríguez (FPMR) que pretendía, mediante un alzamiento de la población civil de las ciudades y zonas rurales de Chile, la derrota definitiva de la dictadura de Augusto Pinochet.

## Origen y desarrollo
El origen de la Guerra Patriótica Nacional se remonta al año 1984, cuando el FPMR diseñó el plan estratégico denominado "Sublevación Nacional", que pretendía lograr un levantamiento o sublevación de masas que involucrara a toda la población. La culminación de este proceso debería ser el copamiento por las masas de los principales centros políticos del país. Por motivos que se desconocen este proyecto fue retomado solo en 1988, cuando la Dirección Nacional del grupo decidió relanzar su política de insurrección denominándolo Guerra Patriótica Nacional.
A diferencia del plan de Sublevación Nacional ideado en 1984, esta nueva guerra debía darse en todo el país, haciendo clara referencia a las unidades guerrilleras rurales y a la construcción de un ejército popular imposible de lograr en la ciudad. Según los escritos que el FPMR distribuyó en esa época, era parte crucial del éxito de la estrategia la participación de “todos los patriotas”, en una lucha que debía combinar lo militar, lo político y la movilización social, siendo el accionar militar el factor principal para ganar la guerra.
La Dirección Nacional del FPMR estaba en ese entonces plenamente convencida de la prolongación de la dictadura independiente a los resultados del plebiscito convocado para el 5 de octubre de 1988. El grupo tenía el firme convencimiento de que la dictadura buscaría cualquier fórmula para perpetuarse en el poder.
Los resultados del plebiscito de 1988, en el que se impuso la opción por el NO rechazando la continuidad de Augusto Pinochet en el poder desconcertaron a la Dirección Nacional del FPMR. En los territorios urbanos las planificadas tomas de las poblaciones se transformaron en felices marchas de milicianos junto a pobladores que jubilosos saludaban el triunfo del NO. 
No obstante este radical cambio de la situación, el FPMR mantuvo la decisión de irrumpir militarmente con acciones rurales cambiando en corto tiempo los objetivos iniciales de impedir la continuidad de la dictadura. 

## Acciones

### 1988
El 21 de octubre de 1988 la Guerra Patriótica Nacional tuvo su expresión militar concreta en cuatro operaciones simultáneas en diferentes puntos rurales de Chile. Al anochecer de ese día se produjo la ocupación de los poblados de Aguas Grandes en el norte,Curicó en Maule, de La Mora en Cabildo, y de Los Queñes y Pichipellahuén en el sur del país. “Neutralizar al enemigo, destrucción de sus instalaciones, recuperación de medios y realizar propaganda y agitación en la población” era el objetivo de los frentistas. En dos poblados no hubo resistencia alguna. En los otros dos se produjeron enfrentamientos y en el caso específico de Los Queñes, los frentistas asesinaron a un carabinero que se opuso a la ocupación de la unidad policial del poblado. En días pasados el grupo ya había comenzado a realizar sabotajes, ataques explosivos y atentados a pequeña escala.
Paralelamente el 5 de noviembre de 1988, tras una fuerte explosión cercana a una torre de energía eléctrica en el cerro Ñielol de Temuco, se encuentran los cadáveres mutilados de Araceli Romo y Pablo Vergara, militantes del MIR. La prensa difunde que murieron al colocar una bomba. Los grupos de Derechos Humanos evidenciaron numerosas incoherencias en la versión oficial, Las piernas de Araceli no mostraban lesiones de bomba pero desde la cintura para arriba no quedaba nada del cuerpo, lo cual es imposible suponiendo que el artefacto explotara mientras ella estaba agachada manipulándolo, Araceli vestía zapatos de tacón, (algo poco coherente para una guerrillera) las cédulas de identidad estaban intactas pese a que los cuerpos estaban destrozados. Los estopines eléctricos y detonadores encontrados no servían para ese tipo de acción, y se usó explosivos del que sólo disponía el ejército. En respuesta a este asesinato, el FPMR siguió con su ofensiva en atentados tanto en Santiago, como en la región de  Biobío.
El 26 de noviembre del mismo, el FPMR clamo una seguidilla de ataques en Santiago, las cuales dejaron únicamente daños materiales. Días después, el grupo se adjudicó una seguidilla de ataques en Temuco. El 13 de diciembre el frente comenzó una nueva seguidilla de ataques en Santiago ocasiono daños materiales.
El día siguiente, el FPMR siguió con una nueva seguidilla de ataques que se extendieron a ciudades como Concepción, Copiapó, Lota, Talcahuano y Viña del Mar, dejando más de 20 heridos en los ataques. El ataque fue en respuesta al quinto aniversario de creación del FPMR. Después de esta ofensiva, el FPMR siguió realizando ataques hasta el fin del año.

## Fracaso de la estrategia
Días después de la ocupación de Los Queñes la policía logró detener a un grupo de frentistas que habían participado en la acción. Entre ellos se encontraba el líder del FPMR, Raúl Pellegrin Friedmann, conocido como el "comandante José Miguel" y también su brazo derecho, Cecilia Magni, la "comandante Tamara". Ambos comandantes frentistas fueron torturados por los policías y arrojados en estado agónico a las aguas del río Tinguiririca donde finalmente fallecieron.
La muerte de ambos comandantes provocó al interior del FPMR una fuerte autocrítica, además de desmoralizar los ánimos de la gran mayoría de los militantes, pues Raúl Pellegrin, aparte de ser el líder indiscutido, había sido el principal impulsor de la Guerra Patriótica Nacional. Ante este desalentador panorama, el proyecto de Guerra Patriótica Nacional finalmente fue descartado, por lo que el FPMR decidió implementar nuevas políticas ante la perspectiva del retorno a Chile de la democracia en marzo de 1990.